# Verkeersborden in Nederland

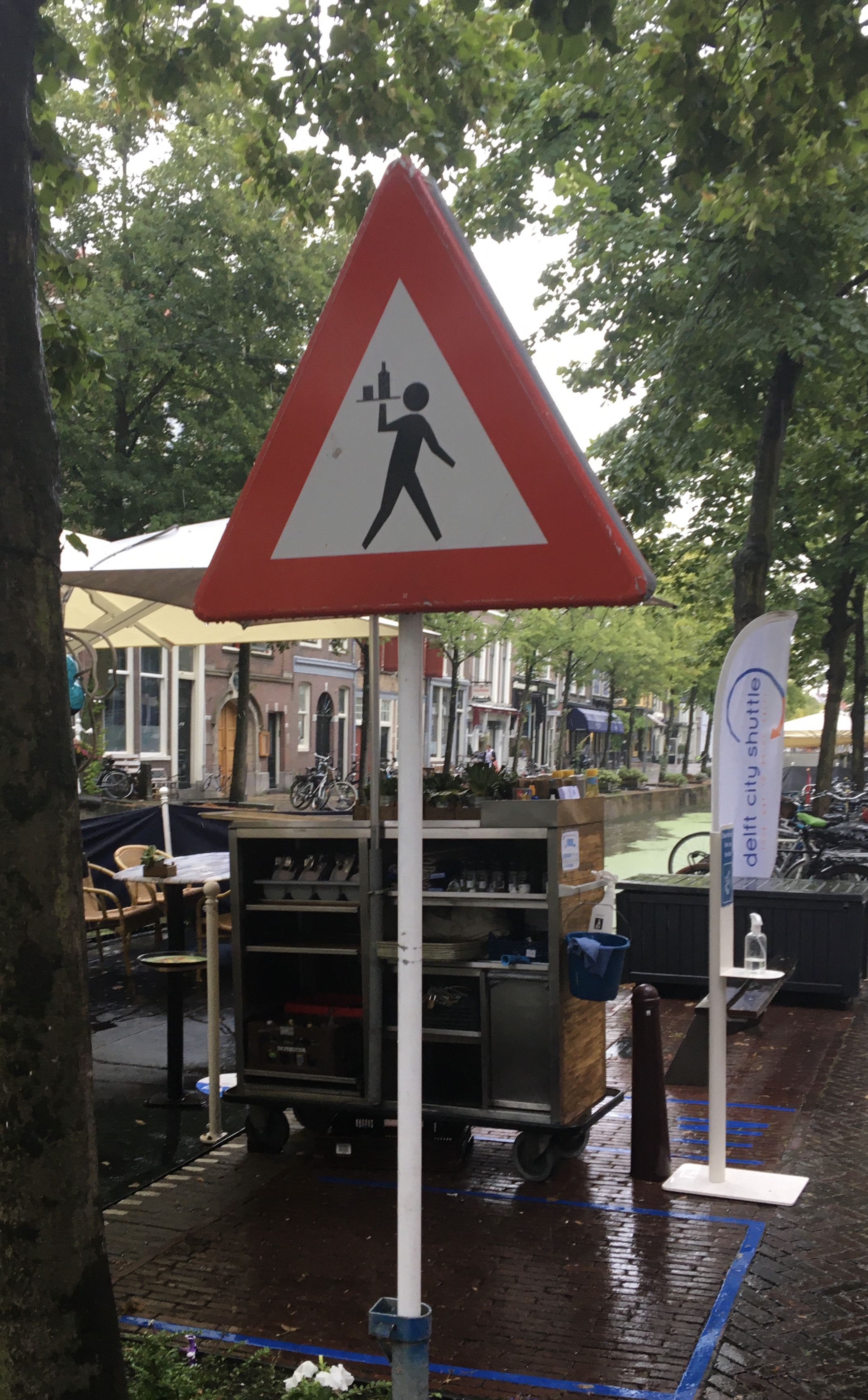
Verkeersbord in Delft, Zuid-Holland, waarschuwt dat obers en serveersters de weg oversteken.

In Nederland, ook wel in Suriname, zijn de verkeersborden gedefinieerd in het Reglement verkeersregels en verkeerstekens 1990 (RVV 1990). Deze Algemene Maatregel van Bestuur stelt voor Nederland de volgende verkeersborden vast.
Tussen haakjes het nummer volgens RVV 1966.

## Serie A: Snelheid

A1: Maximumsnelheid (1)[1]
A2: Einde maximumsnelheid (2)
A3: Maximumsnelheid op een elektronisch signaleringsbord
A4: Adviessnelheid
A5: Einde adviessnelheid

## Serie B: Voorrang

B1: Voorrangsweg (6)
B2: Einde voorrangsweg (7)
B3: Voorrangskruispunt (8)
B4: Voorrangskruispunt Zijweg links (8)
B5: Voorrangskruispunt Zijweg rechts (8)

B6: Verleen voorrang aan bestuurders op de kruisende weg (9)
B7: Stop; Verleen voorrang aan bestuurders op de kruisende weg (10[2])

## Serie C: Geslotenverklaring

C1: Gesloten in beide richtingen voor voertuigen, ruiters en geleiders van rij- of trekdieren of vee (11)
C2: Eenrichtingsweg, in deze richting gesloten voor voertuigen, ruiters en geleiders van rij- of trekdieren of vee (12)
C3: Eenrichtingsweg (13)
C4: Eenrichtingsweg (14[3])
C5: Inrijden toegestaan

C6: Gesloten voor motorvoertuigen op meer dan twee wielen (17)
C7: Gesloten voor vrachtauto's
C7a: Gesloten voor autobussen
C7b: Gesloten voor autobussen en vrachtauto's
C8: Gesloten voor landbouw- en bosbouwtrekkers, motorrijtuigen met beperkte snelheid en mobiele machines.
C9: Gesloten voor ruiters, vee, wagens, landbouw- en bosbouwtrekkers, motorrijtuigen met beperkte snelheid, mobiele machines, brommobielen, fietsen, snorfietsen, bromfietsen en gehandicaptenvoertuigen.[4]
C10: Gesloten voor motorvoertuigen met aanhangwagen (18)
C11: Gesloten voor motorfietsen (19)
C12: Gesloten voor alle motorvoertuigen (20)
C13: Gesloten voor bromfietsen, snorfietsen en gehandicaptenvoertuigen met in werking zijnde motor (21)
C14: Gesloten voor fietsen en voor gehandicaptenvoertuigen zonder motor (22)
C15: Gesloten voor fietsen, bromfietsen en gehandicaptenvoertuigen (23)[5]
C16: Gesloten voor voetgangers[6] (27)

C17: Gesloten voor voertuigen en samenstellen van voertuigen die, met inbegrip van de lading, langer zijn dan op het bord is aangegeven (32)[7]
C18: Gesloten voor voertuigen die, met inbegrip van de lading, breder zijn dan op het bord is aangegeven (33)[7]
C19: Gesloten voor voertuigen die, met inbegrip van de lading, hoger zijn dan op het bord is aangegeven (34)[7]
C20: Gesloten voor voertuigen waarvan de aslast hoger is dan op het bord is aangegeven (35)[8]
C21: Gesloten voor voertuigen en samenstellen van voertuigen, waarvan de totaalmassa hoger is dan op het bord is aangegeven (36)[8]

C22: Gesloten voor voertuigen met bepaalde gevaarlijke stoffen

C22a: Gesloten voor personen- en bedrijfsauto’s, vrachtauto’s of bussen met een dieselmotor vanwege milieuzone
C22a1: Onderbord bij bord C22a: milieuzone toegankelijk voor personen- en bedrijfsauto’s emissieklasse 3 tot en met 6
C22a2: Onderbord bij bord C22a: milieuzone toegankelijk voor personen- en bedrijfsauto’s emissieklasse 4 tot en met 6
C22a3: Onderbord bij bord C22a: milieuzone toegankelijk voor personen- en bedrijfsauto’s emissieklasse 5 en 6
C22a4: Onderbord bij bord C22a: milieuzone toegankelijk voor vrachtauto’s emissieklasse 4 tot en met 6
C22a5: Onderbord bij bord C22a: milieuzone toegankelijk voor vrachtauto’s emissieklasse 6
C22a6: Onderbord bij bord C22a: milieuzone toegankelijk voor bussen emissieklasse 4 tot en met 6
C22a7: Onderbord bij bord C22a: milieuzone toegankelijk voor bussen emissieklasse 6
C22a8: Onderbord bij bord C22a: milieuzone toegankelijk voor vrachtauto’s en bussen emissieklasse 4 tot en met 6
C22a9: Onderbord bij bord C22a: milieuzone toegankelijk voor vrachtauto’s en bussen emissieklasse 6
C22b: Einde geslotenverklaring milieuzone
C22c: Gesloten voor bedrijfs- en vrachtauto’s vanwege nul-emissiezone
C22c1: Onderbord bij bord C22c: nul-emissiezone toegankelijk voor emissieloze bedrijfs- en vrachtauto’s
C22d: Einde geslotenverklaring nul-emissiezone

C23-01: Spitsstrook open
C23-02: Spitsstrook vrijmaken
C23-03: Einde spitsstrook

## Serie D: Rijrichting

D1: Rotonde; verplichte rijrichting (15)
D2: Gebod voor alle bestuurders het bord voorbij te gaan aan de zijde die de pijl aangeeft (16, 62)
D3: Bord mag aan beide zijden worden voorbijgegaan (63[9])

D4: Gebod tot het volgen van de rijrichting die op het bord is aangegeven (46, 47[10])
D5: Gebod tot het volgen van de rijrichting die op het bord is aangegeven (46, 47[10])
D6: Gebod tot het volgen van een van de rijrichtingen die op het bord zijn aangegeven (46, 47[10])
D7: Gebod tot het volgen van een van de rijrichtingen die op het bord zijn aangegeven (46, 47[10])

## Serie E: Parkeren en stilstaan

E1: Parkeerverbod (49)[11][12][13]
E2: Verbod stil te staan (51)[12][13][14]
E3: Verbod fietsen en bromfietsen te plaatsen[5] (52)

E4: Parkeergelegenheid
E5: Taxistandplaats
E6: Gehandicaptenparkeerplaats (voor houders van een gehandicaptenparkeerkaart)
E7: Gelegenheid bestemd voor het onmiddellijk laden en lossen van goederen
E8: Parkeergelegenheid alleen bestemd voor de voertuigcategorie of groep voertuigen die op het bord is aangegeven
E9: Parkeergelegenheid alleen bestemd voor vergunninghouders

E10: Parkeerschijfzone met verplicht gebruik van parkeerschijf, tevens parkeerverbod indien er langer wordt geparkeerd dan de parkeerduur die op het bord is aangegeven
E11: Einde parkeerschijfzone met verplicht gebruik van parkeerschijf
E12: P+R-voorziening ten behoeve van overstappers op het openbaar vervoer
E13: Parkeergelegenheid ten behoeve van carpoolers

## Serie F: Overige geboden en verboden

F1: Verbod voor motorvoertuigen om elkaar onderling in te halen (40)[16]
F2: Einde verbod voor motorvoertuigen om elkaar onderling in te halen (41)
F3: Verbod voor vrachtauto's om motorvoertuigen in te halen (42)
F4: Einde verbod voor vrachtauto's om motorvoertuigen in te halen (43)

F5: Verbod voor bestuurders door te gaan bij nadering van verkeer uit tegengestelde richting (44)[17]
F6: Bestuurders uit tegengestelde richting moeten verkeer dat van deze richting nadert voor laten gaan (45)[17]

F7: Keerverbod (48)
F8: Einde van alle door verkeersborden aangegeven verboden (55)
F9: Einde van alle op een elektronisch signaleringsbord aangegeven verboden.

F10: Stop. In het bord kan worden aangegeven door wie of waarom het bord wordt toegepast (56)
F10: Stop. In dit geval wegens controle bij de douane.

F11: Verplichtgebruik passeerbaan of passeerstrook (rijbaan of -strook om ingehaald te kunnen worden), uitsluitend bestemd voor landbouw- en bosbouwtrekkers, motorrijtuigen met beperkte snelheid en mobiele machines.
F12: Einde verplicht gebruik passeerbaan of passeerstrook (rijbaan of -strook om ingehaald te kunnen worden), uitsluitend bestemd voor landbouw- en bosbouwtrekkers, motorrijtuigen met beperkte snelheid en mobiele machines.
F13: Rijbaan of -strook uitsluitend ten behoeve van lijnbussen
F14: Einde busbaan of -strook
F15: Rijbaan of -strook uitsluitend ten behoeve van trams
F16: Einde trambaan of -strook

F17: Rijbaan of -strook uitsluitend ten behoeve van lijnbussen en trams
F18: Einde bus- en trambaan of -strook
F19: Rijbaan of -strook uitsluitend ten behoeve van vrachtauto’s en lijnbussen
F20: Einde rijbaan of -strook voor vrachtauto’s en lijnbussen
F21: Rijbaan of -strook uitsluitend ten behoeve van vrachtauto’s
F22: Einde rijbaan of -strook voor vrachtauto’s

## Serie G: Verkeersregels

G1: Autosnelweg (57a[18])
G2: Einde autosnelweg (57b)
G3: Autoweg (58a)
G4: Einde autoweg (58b)

G5: Erf[19]
G6: Einde erf

G7: Voetpad[6] (61)
G8: Einde voetpad
G9: Ruiterpad
G10: Einde ruiterpad

G11: Verplicht fietspad (59)
G12: Einde verplicht fietspad
G12a: Fiets/bromfietspad
G12b: Einde fiets/bromfietspad

G13: Onverplicht fietspad (60)
G14: Einde onverplicht fietspad

## Serie H: Bebouwde kom

H1: Bebouwde kom (3, 4)
H2: Einde bebouwde kom (5)

## Serie J: Waarschuwing

J1: Slecht wegdek (65)
J2: Bocht naar rechts (66)
J3: Bocht naar links (67)
J4: S-bocht(en), eerst naar rechts (69)
J5: S-bocht(en), eerst naar links (68)

J6: Steile helling
J7: Gevaarlijke daling (70, ook bij stijgingen)
J8: Gevaarlijk kruispunt (71)
J9: Rotonde

J10: Overweg met slagbomen (72)
J11: Overweg zonder slagbomen (73)
J12: Overweg met enkel spoor (75)
J13: Overweg met twee of meer sporen (76)
J14: Tram(kruising) (77)
J15: Beweegbare brug (79)

J16: Werk in uitvoering (80)
J17: Rijbaanversmalling (81a)
J18: Rijbaanversmalling rechts (81b)
J19: Rijbaanversmalling links (81c)
J20: Slipgevaar (82)

J21: Kinderen (83)
J22: Voetgangersoversteekplaats (84)
J23: Voetgangers
J24: Fietsers en bromfietsers (87)
J25: Losliggende stenen (85)
J26: Kade of rivieroever (86)

J27: Groot wild (88)
J28: Vee (89)
J29: Tegenliggers (91)
J30: Laagvliegende vliegtuigen (92)
J31: Zijwind (93)
J32: Verkeerslichten (94)
J33: File
J34: Ongeval
J35: Slecht zicht door sneeuw, regen of mist
J36: IJzel of sneeuw
J37: Gevaar (de aard van het gevaar is aangegeven op het onderbord) (90)
J38: Verkeersdrempel
J39: Waarschuwing voor elektrische in- en uitschuifbare paal in de rijbaan (poller) waarmee toegankelijkheid van straten en gebieden kan worden geregeld.

## Serie K: Bewegwijzering

K1: Lage beslissingwegwijzer langs autosnelweg voor de doorgaande richting, met interlokale doelen en routenummer autosnelweg
K2: Voorwegwijzer langs autosnelweg voor de afgaande richting, met afstandaanduiding, afritnummer, interlokale doelen (bovenste doel = afritnaam), verwijzing naar vliegveld/luchthaven en routenummer niet-autosnelweg
K2: Idem
K3: Beslissingswegwijzer langs autosnelweg voor de afgaande richting naar een verzorgingsplaats, met de naam van de parkeerplaats en symbolen die de aard van de voorzieningen aangeven
K4: Hoge beslissingswegwijzer langs autosnelweg met rijstrookpaneel voor de doorgaande richting en aftakkingspaneel voor de afgaande richting, met interlokale doelen, routenummers autosnelwegen en Europese hoofdroutes
K4: Idem (met omhoogwijzende pijl voor doorgaande richting)

K5: Voorwegwijzer langs niet-autosnelweg, met interlokale doelen, routenummers, viaductsymbool en aanduiding industrieterrein
K6: Beslissingswegwijzer langs niet-autosnelweg met interlokale doelen en routenummer niet-autosnelweg

K7: Wegwijzer voor fietsers en bromfietsers (handwijzer), met lokaal doel, interlokaal doel, stedelijk fietsroutenummer (boven), en met interlokale doelen en interlokaal fietsroutenummer (onder)[20]
K8: Wegwijzer voor fietsers en bromfietsers (stapelbord), met interlokale doelen en een via een alternatieve route te bereiken doel (cursief, groen)
K9: Omleiding. Maatregel op voorwegwijzer langs niet-autosnelweg
K10: Voorwegwijzer binnen de bebouwde kom met interlokaal doel, lokaal doel, een dagrecreatiecentrum, objecten en stadsroutenummers
K11: Voorsorteren op niet-autosnelweg. Bord met interlokale doelen, routenummers en verwijzing naar autosnelweg

K12: Wijkwegwijzer binnen de bebouwde kom, met wijknamen (in verkeersgebieden)
K13: Wijkwegwijzer binnen de bebouwde kom, met wijknummers (in verkeersgebieden)
K14: Route voor het vervoer van bepaalde gevaarlijke stoffen

## Serie L: Informatie

L1: Hoogte onderdoorgang
L2: Voetgangersoversteekplaats
L3a: Tramhalte/bushalte
L3b: Bushalte (102)
L3c: Tramhalte
L4: Voorsorteren
L5: Einde rijstrook (ritsen)
L6: Splitsing
L7: Aantal doorgaande rijstroken
L8: Doodlopende weg (101a)
L9: Vooraanduiding doodlopende weg (101b, c, d)
L10: Vooraanduiding verkeersmaatregel voor de aangegeven richting
L11: Verkeersbord geldt alleen voor de aangegeven rijstrook/rijstroken
L12: Verkeersbord geldt alleen voor de aangegeven rijstrook
L13: Verkeerstunnel
L14: Vluchthaven
L15: Vluchthaven voorzien van een noodtelefoon en brandblusapparaat
L16: Noodtelefoon (108)
L17: Brandblusapparaat
L18: Noodtelefoon en brandblusapparaat
L19: Dichtstbijzijnde uitgang of twee dichtstbijzijnde uitgangen in de op het bord aangegeven richting en afstand (rechts)
L19: Idem (links)
L20: Uitwijkplaats rechts van de weg
L21: Uitwijkplaats links van de weg

## Contrasterende bies
Sinds 29 augustus 2012 worden geleidelijk grafische elementen van rode kleuren in verkeersborden gescheiden door een contrasterende witte rand of band, zoals in onder andere Duitsland al jaren gebeurt. De verkeersborden met een rode buiten- of binnenrand (of rode diagonale band) worden aan de omtrek dus voorzien van een witte bies. Door deze bies worden deze verkeersborden beter herkenbaar voor kleurenblinden met name waar het de ronde parkeerverboden en de verboden tot stilstaan betreft. De blauwe borden worden sinds circa 1990 voorzien van een witte rand.

B6: Verleen voorrang aan bestuurders op de kruisende weg (zonder bies)
B6: Verleen voorrang aan bestuurders op de kruisende weg (met bies)
C1: Gesloten in beide richtingen voor voertuigen, ruiters en geleiders van rij- of trekdieren of vee (zonder bies)
C1: Gesloten in beide richtingen voor voertuigen, ruiters en geleiders van rij- of trekdieren of vee (met bies)
C2: Eenrichtingsweg, in deze richting gesloten voor voertuigen, ruiters en geleiders van rij- of trekdieren of vee (zonder bies)
C2: Eenrichtingsweg, in deze richting gesloten voor voertuigen, ruiters en geleiders van rij- of trekdieren of vee (met bies)

E1: Parkeerverbod (zonder bies)
E1: Parkeerverbod (met bies)
E2: Verbod stil te staan (zonder bies)
E2: Verbod stil te staan (met bies)

## Tijdelijke wegwijzers bij wegwerkzaamheden en calamiteiten

Aankondiging van omleiding.
Volg de aangegeven richting.
Volg de aangegeven richting; dit is het laatste bord van de omleiding.

Aankondiging van omleiding op autosnelweg.
Volg de aangegeven richting.[22]
Volg de aangegeven richting om terug te komen op de autosnelweg; dit is het laatste bord van de omleiding.[22]

## Zone
Indien boven een verkeersbord het woord "zone" is aangebracht geldt het tot het verkeersbord waarmee het einde van de zone wordt aangeduid. Vaak worden verkeersborden gebruikt waarin de afbeelding van het eerstgenoemde verkeersbord en het woord "zone" zijn geïntegreerd. Bij bord G07 (voetpad) zijn er bijvoorbeeld de borden G07-ZB en G07-ZE (zone begin en zone eind). Zulke borden staan niet afzonderlijk in het RVV.

## Overtredingen
Artikel 62 RVV bepaalt dat weggebruikers verplicht zijn gevolg te geven aan de verkeerstekens (waaronder verkeersborden) die een gebod of verbod inhouden: A1, A3, B6, B7, de meeste borden uit de C- en D-serie, E1, E2, E3, F1, F3, F5, F7, F9, F10, L11 en L12. Soms wordt in de omschrijving niet naar een verkeersbord verwezen, bijvoorbeeld bij fietsen op een voetpad (bord G7), feitcode R 309: "als (snor)fietser bij gebreke van een verplicht fietspad of fiets/bromfietspad niet de rijbaan gebruiken".
Een lichtere overtreding is een Mulderfeit (dit wordt dan in eerste instantie administratief afgedaan) een zwaardere een OM-feit (wordt door of namens de officier van justitie behandeld).